# Верневиль
Верневиль (фр. Vernéville) — коммуна на северо-востоке Франции, регион Гранд-Эст (бывший Эльзас — Шампань — Арденны — Лотарингия), департамент Мозель. Входит в кантон Арс-сюр-Мозель.

## Географическое положение

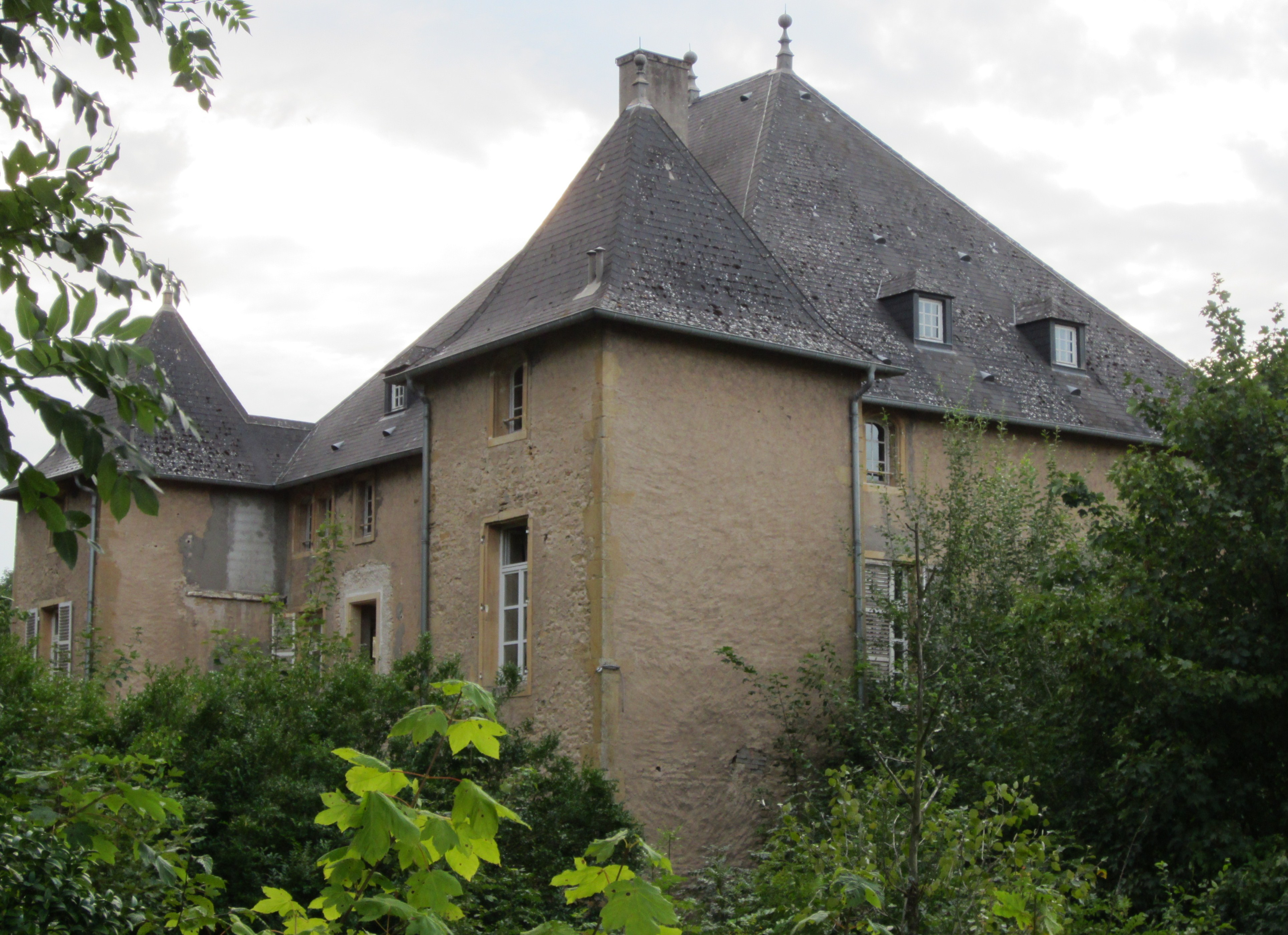
Замок (1626).

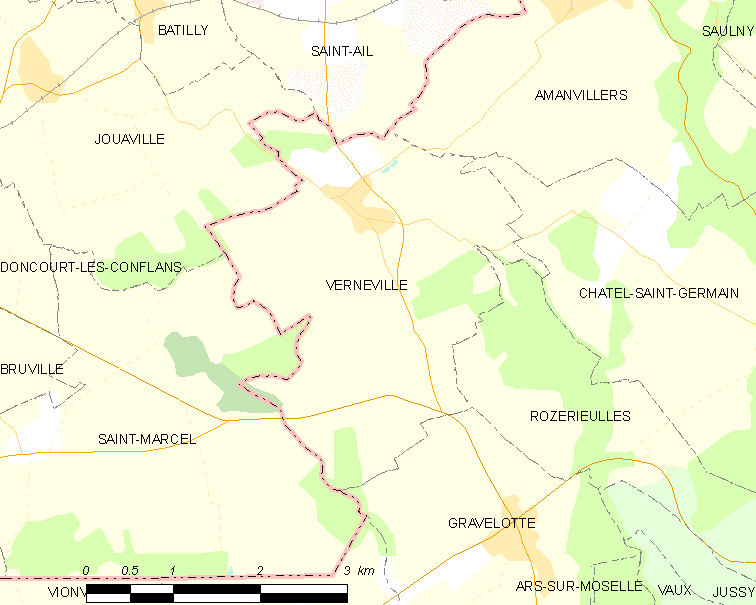
Верневиль на карте Франции.

Верневиль расположен в 270 км к востоку от Парижа и в 14 км к западу от Меца.

## История
- Сеньорат с фортифицированным замком, бывший феодом епископата Меца.

## Демография
По переписи 2011 года в коммуне проживало 578 человек.

## Достопримечательности
- Замок 1626 года.
- Замок де Баньё XVIII века.
- Церковь Сент-Элуа, 1880 год, неороманский стиль.